# ワチャラチャイ・ゲーオサムリット
ワチャラチャイ・ゲーオサムリット（泰：วัชรชัย แก้วสัมฤทธิ์、英：Watcharachai Kaewsamrit、1980年9月15日 - ）は、タイ出身のムエタイ選手。ナコーンシータンマラート県出身。

## 来歴
2004年5月2日、ニュージャパンキックボクシング連盟で桜井洋平と対戦し、3R2分35秒右フックでダウンを奪ったところでタオルが投入されTKO勝ち。

## 獲得タイトル
- タイ国プロムエタイ協会スーパーバンタム級王座
- ラジャダムナン・スタジアムフェザー級王座
- WMC世界バンタム級王座
- 2000年度タイ国年間最優秀選手賞受賞